# Guillermo Montenegro
Guillermo Tristán Montenegro (Mar del Plata, 30 de diciembre de 1962) es un abogado, profesor y político argentino. Desde 2019 es Intendente del Partido de General Pueyrredón, cuya cabecera es la ciudad de Mar del Plata. 
Fue juez federal, hasta que en 2007 renunció para ser Ministro de Justicia y Seguridad de la Ciudad Autónoma de Buenos Aires. En 2015 fue nombrado Embajador de Argentina en Uruguay. Desde 2017 hasta 2019 fue diputado nacional por la Provincia de Buenos Aires.

## Familia y estudios
Montenegro tiene seis hijos: tres mayores de edad, dos mellizos nacidos en 2019 el menor nació en 2020. Viven en el barrio Playa Grande. Montenegro cursó sus estudios primarios en el Instituto Peralta Ramos de los Hermanos Maristas, en Mar del Plata.
Antes fue fiscal federal por más de una década. En 2004 se desempeñó como juez nacional de Primera Instancia en lo Criminal y Correccional Federal N.º 7.

## Carrera política

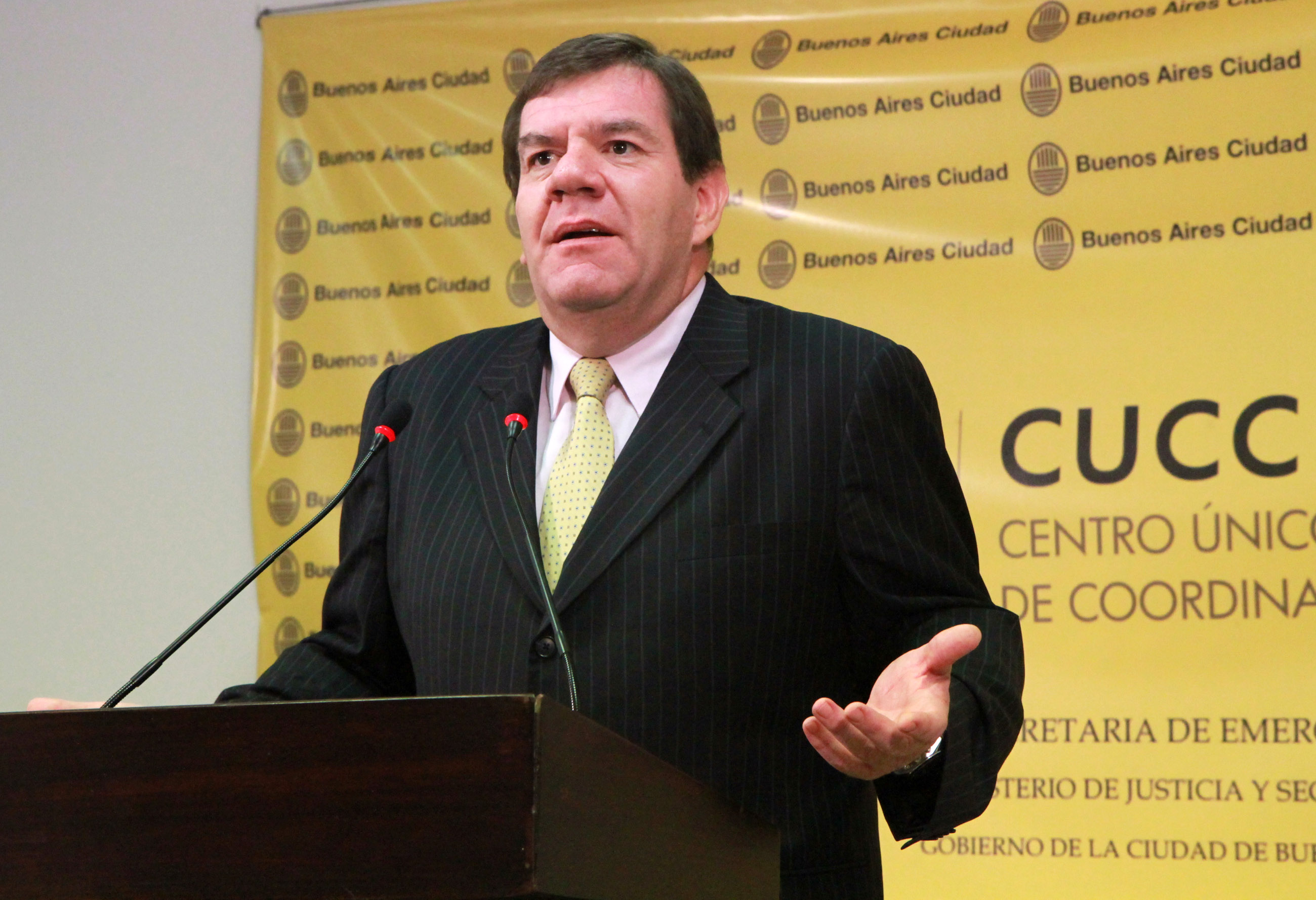
Montenegro como ministro de Justicia y Seguridad de la Ciudad de Buenos Aires, en 2012.

Se une al PRO, de Mauricio Macri, quien lo designo ministro de seguridad 2007 y en 2015. Durante su gestión, Montenegro había recibido como crítica la elección de los dos primeros comisarios a cargo de la [Policía Metropolitana de Buenos Aires|Policía Metropolitana]], Jorge Fino Palacios y Osvaldo Chamorro, ya que Palacios era un excomisario de la Policía Federal Argentina dado de baja en 2004 de esa fuerza acusado de mantener conversaciones telefónicas con uno de los secuestradores de Axel Blumberg sin conocimiento de sus superiores.Palacios también tenía otros antecedentes penales que lo relacionaron como encubridor con el atentado terrorista contra la AMIA de 1994, y los homicidios cometidos por la represión policial en las cercanías de Plaza de Mayo (Buenos Aires), el 20 de diciembre de 2001.
En 2009, el abogado Ricardo Monner Sans acusó a Montenegro por los delitos de “cohecho y negociaciones incompatibles con la función pública” en la compra de móviles para la Policía Metropolitana. Fue denunciado por el diputado Alejandro Bodart ante la Cámara Nacional de Apelaciones en lo Criminal y Correccional Federal, por presunto "cohecho y administración fraudulenta" a raíz de la compra con sobreprecios en armas para la Policía Metriopolitana.<
En 2015 se postuló como Intendente del Partido de San Isidro. Desde diciembre de 2015 es nombrado por Macri Embajador Argentino en la República Oriental del Uruguay.
Fue elegido diputado nacional por la Provincia de Buenos Aires para el período 2017-2021 pero ejerció hasta 2019. y fue vicepresidente de la Comisión Bicameral del ARA San Juan Integró las comisiones de Asuntos Municipales (vocal), Defensa Nacional (vocal), Intereses Marítimos, Fluviales, Pesqueros y Portuarios (vocal), Legislación Penal (vocal) y Peticiones, Poderes y Reglamento (vocal)
En diciembre de 2019 renunció a su cargo como diputado tras ser electo como Intendente del Partido de General Pueyrredon obteniendo el 40,6 % de los votos contra el 37 % de la candidata del Frente de Todos Fernanda Raverta, sucediendo así a Carlos Arroyo, quien perdió su reelección con el 3,83 % de votos.
En 2023 fue reelecto Intendente del Partido de General Pueyrredón con el 41% de votos.